# Fritz Erbe
Fritz Erbe (* um 1500 in Herda; † 1548 in Eisenach) war ein thüringischer Bauer und Märtyrer der Täuferbewegung.

## Leben
Fritz Erbe stammte aus Herda bei Gerstungen, wo er einen Bauernhof besaß. Als Anhänger der radikal-reformatorischen Täuferbewegung, die zu seiner Zeit in Thüringen stark verbreitet war, war er Verfechter der Gläubigentaufe und lehnte die Kindertaufe ab. Er wurde dann erstmals im Oktober 1531 in Hausbreitenbach verhaftet, als er sich weigerte, sein Kind taufen zu lassen. In Herda schlossen sich zeitweise mehr als die Hälfte der Einwohner, gerade auch einfache Leute, der Täuferbewegung an. Der Superintendent in Eisenach Justus Menius war in dieser Eigenschaft auch für das Dorf Herda und seine glaubensabtrünnigen Bewohner zuständig. Er leitete das erste Verfahren gegen Fritz Erbe und andere im Herbst 1531. Ende Januar 1532 wurde Erbe von Landgraf Philipp I. begnadigt, wahrscheinlich weil er widerrufen hatte.
Nachdem er trotz eines öffentlichen Verbotes der Täuferin Margarethe Koch Unterschlupf gewährte, wurde er im Januar 1533 erneut inhaftiert und nach Eisenach überstellt. Kurfürst Johann Friedrich I. forderte die Todesstrafe, aber Landgraf Philipp I. zögerte, jemanden wegen seines Glaubens hinrichten zu lassen. Ein längerer Briefwechsel beider Herrscher zu diesem Thema folgte, während Fritz Erbe in einem Turm der Eisenacher Stadtmauer – dem Storchenturm – festgehalten wurde. Dort wurde er zu einem Symbol des Widerstandes gegen Staat und Kirche; viele Bürger Eisenachs solidarisierten sich mit ihm. Zwei seiner Anhänger wurden 1537 hingerichtet, weitere drei wurden 1539 verhaftet.
Um diesen Zustand zu beenden, wurde Erbe 1540 auf die Wartburg gebracht. Dort wurde er in das zehn Meter tiefe Verlies (Angstloch) des Südturms eingesperrt, welches nur etwas breiter als ein Brunnenschacht ist und wo er schlechten hygienischen Bedingungen, völliger Finsternis und Kälte ausgesetzt war. Dort versuchte ihn 1541 der Reformator Eberhard von der Tann zu bekehren, indem er ihn für vier Wochen in das Predigerkloster überführen ließ. Diese Versuche blieben jedoch ohne Erfolg, sodass Erbe darauf zurück auf die Wartburg gebracht wurde. Er überlebte über 7 Jahre lang im Angstloch, bis er dort 1548 starb.

## Ausgrabungen und Grab
Im Jahr 1925 fand der damalige Burgwart der Wartburg, Hermann Nebe, bei Aufräumarbeiten im Südturm den in Stein geritzten Namenszug Fritz Erbes, der noch von Erbe selbst in das Gestein geritzt worden war. Im Zuge von archäologischen Ausgrabungen am Elisabethplan (dem Standort des ehemaligen Elisabeth-Hospitals unterhalb der Wartburg) im September 2006 wurden möglicherweise die sterblichen Überreste von Fritz Erbe gefunden. An diesem Ort erinnert ein Gedenkstein an Fritz Erbe.